# Equipo de Fed Cup de Kosovo
El equipo de Fed Cup de Kosovo representa a Kosovo en la competición de la Fed Cup y se rige por la Federación de Tenis de Kosovo. Participaron en la Fed Cup 2016, compitiendo en el Grupo III de la Zona Europa/África.

## Historia
El 28 de marzo de 2015, Tennis Europe otorgó la membresía a la Federación de Tenis de Kosovo, que entró en vigor en 2016. En diciembre de 2015, la Federación anunció que competiría en la Fed Cup 2016 en la Zona Europa / África. Grupo III.

## Jugadores
| Jugador/a                  | Total V-D | Individuales V-D | Dobles V-D | N.º de Series | Primer año | Años Jugados |
| -------------------------- | --------- | ---------------- | ---------- | ------------- | ---------- | ------------ |
| Margarita Akbacheva        | 0-2       | 0-1              | 0-1        | 2             | 1999       | 1            |
| Hera Brynjarsdottir        | 2-17      | 1-7              | 1-10       | 12            | 2014       | 4            |
| Ingunn Eiriksdottir        | 0-2       | -                | 0-2        | 2             | 1999       | 1            |
| Anna Soffia Gronholm       | 5-32      | 2-18             | 3-14       | 21            | 2014       | 6            |
| Hjordis Rosa Gudmunsdottir | 1-8       | 1-5              | 0-3        | 6             | 2014       | 2            |
| Kristin Gunnarsdottir      | 0-1       | -                | 0-1        | 1             | 1996       | 1            |
| Hrafuhildur Hannesdotter   | 0-7       | 0-4              | 0-3        | 4             | 1996       | 1            |
| Ingibjorg Hjartardottir    | -         | -                | -          | 1             | 2019       | 1            |
| Soumia Islami              | 1-1       | 1-1              | -          | 2             | 2008       | 1            |
| Arney Johanessdottir       | 0-1       | -                | 0-1        | 1             | 2009       | 1            |
| Sofia Soley Jonasdottir    | 5-6       | 2-4              | 3-2        | 6             | 2017       | 2            |
| Juliana Jonsdottir         | 0-2       | 0-1              | 0-1        | 2             | 1997       | 1            |
| Sandra Krist Jansdottir    | 1-17      | 0-8              | 1-9        | 11            | 2005       | 4            |
| Stella Kristjansdottir     | 0-8       | 0-2              | 0-6        | 8             | 1998       | 2            |
| Selma Oskarsdottir         | 1-0       | -                | 1-0        | 2             | 2017       | 2            |
| Rakel Petursdottir         | 0-11      | 0-8              | 0-3        | 8             | 1998       | 2            |
| Rebekka Petursdottir       | 0-8       | 0-4              | 0-4        | 5             | 2005       | 2            |
| Eirdis Ragnarsdottir       | 0-9       | 0-5              | 0-4        | 5             | 2009       | 1            |
| Sigurlaug Sigurdardottir   | 0-17      | 0-10             | 0-7        | 10            | 2000       | 3            |
| Iris Staub                 | 3-31      | 1-19             | 2-12       | 25            | 1996       | 8            |
| Stefania Stefansdottir     | 1-31      | 0-16             | 1-15       | 18            | 1996       | 4            |

## Encuentros
| Año  | Competencia                                          | Fecha       | Superficie | Localización       | Contricante | Marcador | Resultado |
| ---- | ---------------------------------------------------- | ----------- | ---------- | ------------------ | ----------- | -------- | --------- |
| 2016 | Zona de Europa/África de la Fed Cup 2016 - Grupo D   | 11 de abril | Arcilla    | Ulcinj, Montenegro | Montenegro  | 0-3      | Perdió    |
| 2016 | Zona de Europa/África de la Fed Cup 2016 - Grupo D   | 13 de abril | Arcilla    | Ulcinj, Montenegro | Noruega     | 0-3      | Perdió    |
| 2016 | Zona de Europa/África de la Fed Cup 2016 - Grupo D   | 14 de abril | Arcilla    | Ulcinj, Montenegro | Marruecos   | 1-2      | Perdió    |
| 2016 | Zona de Europa/África de la Fed Cup 2016 - Grupo D   | 15 de abril | Arcilla    | Ulcinj, Montenegro | Mozambique  | 3-0      | Ganó      |
| 2016 | Zona de Europa/África de la Fed Cup 2016 - Play-offs | 16 de abril | Arcilla    | Ulcinj, Montenegro | Islandia    | 2-1      | Ganó      |